# Батор (село)
Ба́тор (венг. Bátor [ˈbaːtor]) — село в Венгрии, в регионе Северная Венгрия, в медье Хевеш, в Эгерском яраше.

## Расположение
Населённый пункт Батор находится в бассейне Озд-Эгерчехи, в 15 км по прямой к северо-западу от административного центра медье города Эгера.
Автомобильное сообщение осуществляется от Эгера по Автомагистрали №24, через правый поворот в Эгербакте. Либо с севера через поворот от Автомагистрали №25 в Суче.
Ближайшая железнодорожная станция расположена в Эгере, откуда автобусы транспортной компании «Волан» везут сюда пассажиров.
По правой стороне автодороги Эгербакта-Батор, отходящей на юг от села, поднимается Баторский Холм, с ольховыми рощами и дубравами. В окрестностях находится много охраняемых растений, а также мелкой и крупной дичи. Горные склоны, покрытые лесом, изобилуют чудесным зрелищем нетронутой природы и очень приятным воздухом.

## История
Первое документальное упоминание села известно с 1283 под названием Batur (Батур). В 1295 уже имело собственную территорию, которая граничила с территорией крепости Сарвашкё, находившейся в собственности Архиепархии Эгера. В 1295 епископ Эндре  приобрёл Батор путём обмена у комита Поша Маржо, на Батоньтеренье.
Название села упоминалось в папских документах 1332–1337 как Batúr. С 1326 — во владении семьи Батори, а в 1372 — эгерского кафедрального собора и епископата. Около 1486 относилось к сарвашкёйскому крепостному поместью эгерского епископа.
В XVI веке Алшобатор и Фелшобатор были дворянским имением, затем позднее в 1552 обезлюдело. В XVII веке Кишбатор был чисто дворянским владением, Надьбатор по большей части принадлежал эгерскому кафедральному собору. В 1688—1701 Надьбатор снова опустел. В XVIII—XX веках село было частично в церковной, частично в светской собственности.
В 1693 было владением Ференца Фаи. В 1741 было селом крепостных эгерского кафедрального собора.
В первой половине XIX века помимо эгерского кафедрального собора, село являлось ещё и залоговым имением графа Миклоша Кеглевича, затем Янош Околичаньи и семья Фора владели им на правах помещиков.
В 1910 в селе было 767 венгерских жителей, из которых 754 являлись приверженцами римской католической веры, а также 10 иудейской. В начале XX века село относилось к округу Петервашара комитата Хевеш.
Благодаря благоприятному географическому положению и полностью отстроенной инфраструктуре современное положение и потенциал экономики Батора характеризуется динамичным развитием села:
- было основательно обновлено несколько старых домов;
- местные жители, а также репатрианты построили здесь много новых домов;
- объекты коммунальных услуг, учреждения функционируют в цивилизованных условиях;
- в результате развития скоординированной работы муниципалитета и частных лиц, улучшилась общая картина села, подчёркивая его самобытность,

и как следствие, непрерывно растёт интерес к приобретению ещё свободной недвижимости и земельных участков.

## Население
| Год  | Численность | Численность |
| ---- | ----------- | ----------- |
| 2013 | 352         | [ 3 ]       |
| 2014 | 344         | [ 4 ]       |
| 2015 | 343         | [ 5 ]       |
| 2021 | 360         | [ 6 ]       |
| 2022 | 382         | [ 7 ]       |
| 2023 | 377         | [ 8 ]       |
| 2024 | 361         | [ 2 ]       |

### Национальный состав
Национальный состав населения Батора, согласно переписи населения 2001: венгры – 100 %.

## Достопримечательности
Исторические здания:
- Римская католическая церковь, построена в 1775—82 в стиле позднего барокко (покровитель князь Святой Эмерик).
- Часовня Святого Яна Непомуцкого, построена в 1823 году в стиле народного барокко и перенесена в 1845 на современное место.
- Рядом с церковью установлен мемориал первой мировой войны, с именами павших героев Батора.